# Хувейлди аль-Хмейди
Хувейлди аль-Хмейди (араб. الخويلدي محمد الحميدي‎, аль-Хувайлиди Мухаммад аль-Хумайди, англ. Khweldi Al-Hamedi; 1943, Сурман, Триполитания, Итальянская Ливия — 27 июля 2015, Египет) — ливийский государственный и военный деятель, министр внутренних дел Ливийской Арабской Республики в 1972 — 1977 годах. Один из ближайших соратников лидера Ливийской революции Муаммара Каддафи, некоторое время бывший третьим лицом в руководстве Ливии.

## Биография
Родился в провинции Киренаика. В 1963 году поступил в Королевский военный колледж в Бенгази, где учился вместе с Муаммаром Каддафи и другими лидерами подпольной организации Свободные офицеры юнионисты-социалисты. В 1965 году окончил колледж, получил звание младшего лейтенанта и был распределён в Дерну, в автобронетанковые части. В 1967 году получил звание старшего лейтенанта был переведён заместителем командира механизированного батальона в Тархуну под Триполи. В ходе Сентябрьской революции 1 сентября 1969 года Хувейлди аль-Хмейди руководил операцией по захвату дворца наследника престола и радиостанции в Триполи. Введён в состав Совета революционного командования в чине капитана. С 1970 года был командиром народного ополчения Ливии.
16 января 1970 года капитан Хувейлди аль-Хмейди был назначен министром внутренних дел в правительстве Муаммара Каддафи, и занимал его до 2 марта 1977 года (кроме периода между 18 августа 1971 года по 16 июня 1972 года, когда этот пост занимал майор аль-Хуни). В феврале 1975 года исполнял обязанности председателя Совета революционного командования в период отъезда из страны Каддафи и его заместителя Абдель Салама Джеллуда.
С 2 марта 1977 года — член Генерального секретариата Всеобщего народного конгресса Ливии.
В ноябре 1977 года возглавлял ливийскую делегацию на праздновании 60-й годовщины Октябрьской революции.
Со 2 марта 1979 года — член Революционного руководства Ливии и командующий вооружёнными формированиями революционных комитетов.
В марте 1985 года возглавлял ливийскую делегацию на похоронах Генерального секретаря ЦК КПСС К. У. Черненко.
30 сентября 1994 года Джеллуд и майор Хувейди аль-Хмейди были смещены с постов и помещены под домашний арест.
20 июня 2011 года дом Хувейлди аль-Хмейди в Себрате (80 километров от Триполи) был разрушен авиацией НАТО. 24 июня он посетил семьи погибших в Сурмане.